# Cosme Castro
 (juin 2017).
Si vous disposez d'ouvrages ou d'articles de référence ou si vous connaissez des sites web de qualité traitant du thème abordé ici, merci de compléter l'article en donnant les références utiles à sa vérifiabilité et en les liant à la section « Notes et références ».
Pour les articles homonymes, voir Castro.
Pour l’article ayant un titre homophone, voir Nicomède.
Cosme Castro est un acteur et réalisateur français, né le 3 mars 1986 à Ivry-sur-Seine.

## Biographie
En 2015, il crée avec Jeanne Frenkel La Comète Films, afin de monter des projets cinématographiques. Ils imaginent le métacinéma : des films joués, tournés et retransmis en direct.

## Filmographie

### Métacinéma
Co-réalisés avec Jeanne Frenkel
- 2015 : Bleu sous marin - Flavien Berger (clip)
- 2016 : Mars (court métrage)
- 2017 : Adieu bohème (court métrage)
- 2022 : Jour de gloire (Arte, diffusé en direct de 19h00 à 20h05 pendant les résultats de l'élection présidentielle française de 2022)

### Courts métrages
- 2023 : iNTELLIGENCE (14 min 24 s) co-realisation Jeanne Frenkel Locarno Film Festival

### Clips
- 2015 : Bleu sous-marin de Flavien Berger
- 2018 : Feu rouge de Pépite
- 2019 : Maddy la nuit de Flavien Berger
- 2019 : Continentales de Bloque Depresivo
- 2019 : Mon Omerta de Lou Rotzinger
- 2020 : Fête de la musique de l'Opéra national de Paris

## Théâtre

### Metteur en scène
- 2021 : Georges sauve le monde de Jeanne Frenkel et Cosme Castro au Monfort, Paris
- 2018 : Le Bal de Jeanne Frenkel et Cosme Castro au Monfort, Paris
- 2018 : Point Némo de Jeanne Frenkel et Cosme Castro au Monfort, Paris

#### Concerts
- 2021 Tako Tsubo Tour de l'Imperatrice
- 2019 Le Grand Petit Concert de Matthieu Chedid (M), tournée dans toute la France.

### Acteur au cinéma

#### Longs métrages
- 2011 : Robert Mitchum est mort d'Olivier Babinet : Franky
- 2012 : Nos héros sont morts ce soir de David Perrault : Angelo
- 2013 : L'Écume des jours de Michel Gondry : le sous-directeur
- 2014 : Catacombes de John Erick Dowdle
- 2015 : Arrêtez-moi là de Gilles Bannier
- 2018 : Un peuple et son roi de Pierre Schoeller
- 2020 : Vers la bataille d'Aurélien Vernhes-Lermusiaux

#### Courts métrages
- 2008 : C'est plutôt genre Johnny Walker d'Olivier Babinet
- 2010 : Eau forte de Lucie Duchêne
- 2010 : La Pisseuse de Jean-Baptiste Legrand et Renan Denece
- 2011 : Fatigués d'être beaux de Anne-Laure Daffis et Léo Marchand
- 2011 : Gabin de Cyril Rigon
- 2011 : PregnantMan de Charlie Mars
- 2012 : Le Commencement de Loïc Barche
- 2012 : Pour faire la guerre
- 2012 : Discothèque de Nicolaï Maldavsky
- 2012 : No Hablo American de David Perrault
- 2013 : Rue des ravissantes d'Anne Laure Daffis et Léo Marchand
- 2014 : Il n'y a pas que des histoires de Cucu d'Anne Laure Daffis et Léo Marchand
- 2015 : Lazare de Tristan Lhomme
- 2016 : Soy Gonzalo de Camille Picquet
- 2019 : Le Coup de grâce de Pierre Lazarus

#### Télévision
- 2009 : Moi Laura D, 19 ans, étudiante, prostituée, d'Emmanuelle Bercot sur Canal+
- 2010 : Habillage France 4 sur France 4
- 2014 : Borgia de Tom Fontana (Canal +): Roland[1]
- 2015 : Templeton de Stephen Cafiero
- 2015 : Paris de Gilles Bannier (Arte) : Dylan
- 2016 : Riviera, Niel Jordan, Sky
- 2018 : Ad Vitam (série) de Thomas Cailley : chasseur

### Comédien
- 2006 : Le Grand Mezze, d'Édouard Baer et Francois Rollin, au théâtre du Rond-Point
- 2008 : Purple UFO au Café de la Danse
- 2011-2012 : Au Kabaret de la dernière chance, théâtre Aleph, Bellevilloise, Dansoir Karine Saporta, Alcazar
- 2015 :  Au Kabaret de la dernière chance, Théâtre Aleph

## Radio
- 2007 : The Big Purple Van CLub Radio Show sur Radio Campus Paris
- 2008 : Purple UFO sur Radio Campus Paris